# Brotherella fauriei
Brotherella fauriei är en bladmossart som beskrevs av Brotherus 1925. Brotherella fauriei ingår i släktet Brotherella och familjen Sematophyllaceae. Inga underarter finns listade i Catalogue of Life.